# 真泰爾角
81°7′S 160°48′E / 81.117°S 160.800°E
真泰爾角（英語：Gentile Point）是南極洲的海岬，位於羅斯冰架西部的達利山，處於帕爾角以北13公里，以美國海軍艦長命名，現時由南極條約體系管理。